# 訃報 2011年3月
訃報 2011年3月（ふほう 2011ねん3がつ）では、2011年3月に物故した、又は物故が報じられた人物についてまとめる。

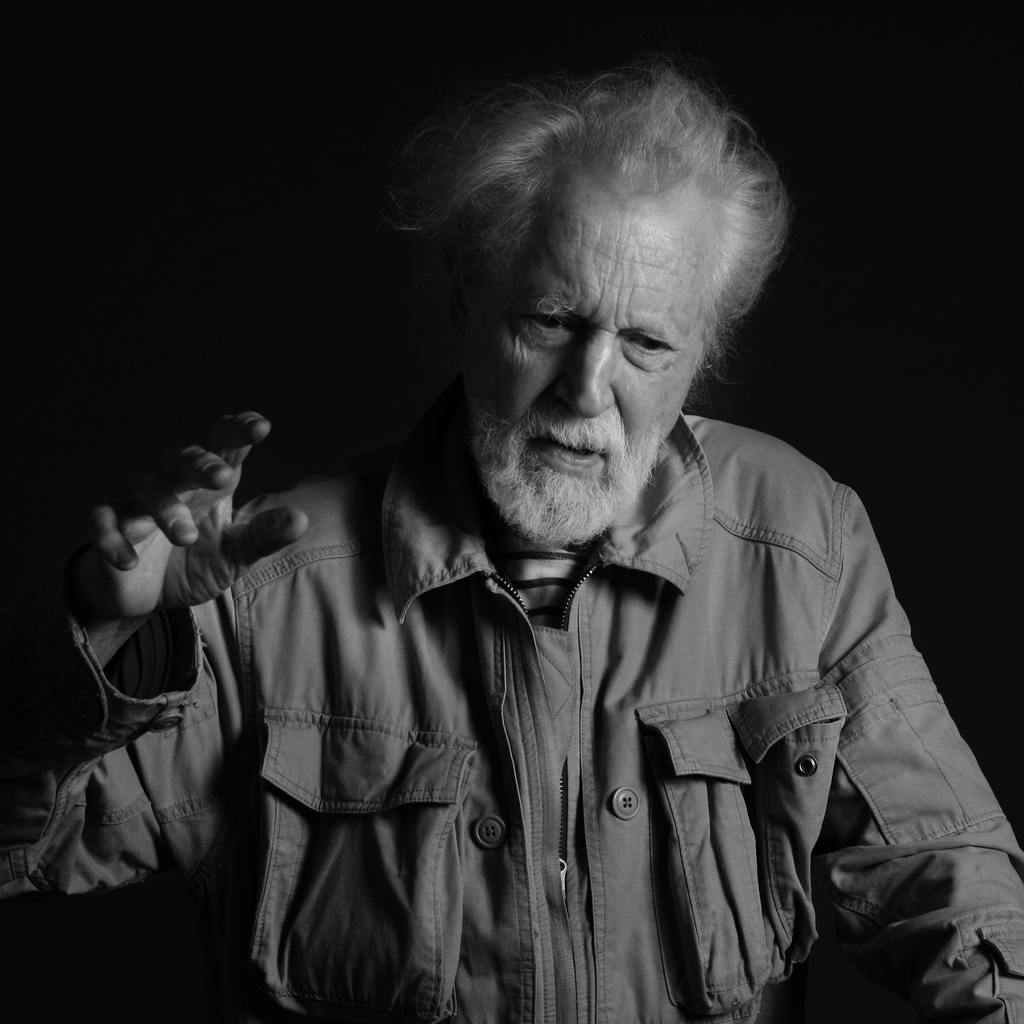
トール・ヴィルヘルムソン／3月2日没

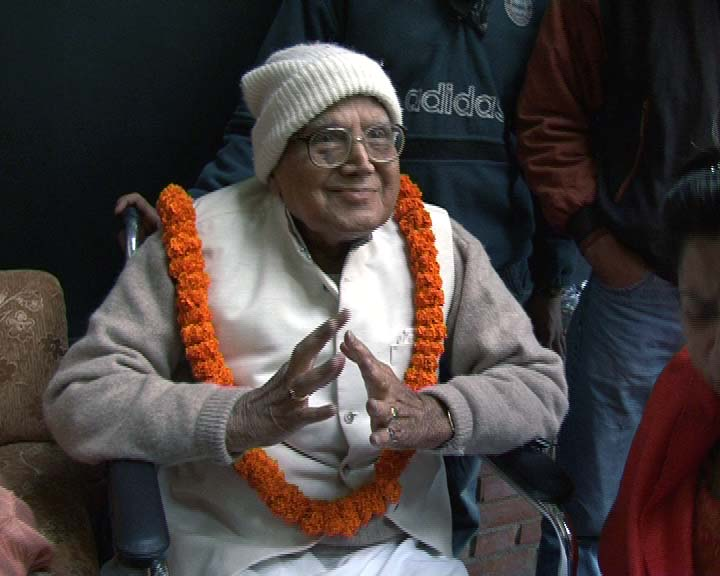
クリシュナ・プラサド・バッタライ／3月4日没

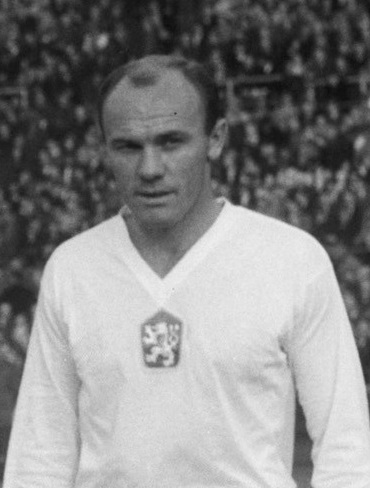
ヤーン・ポプルハール／3月6日没

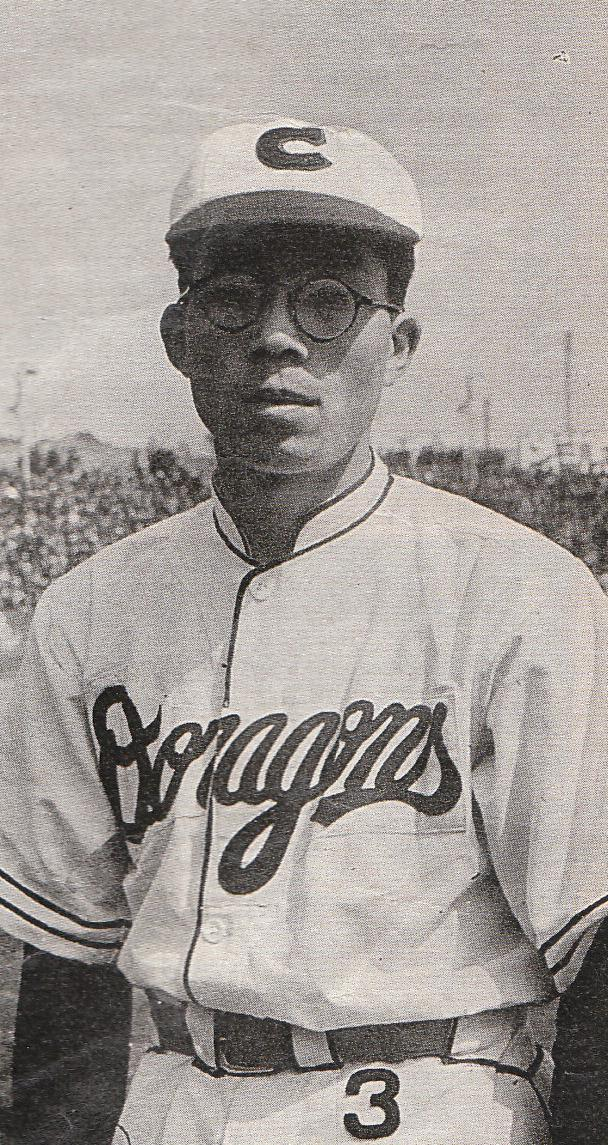
国枝利通／3月8日没

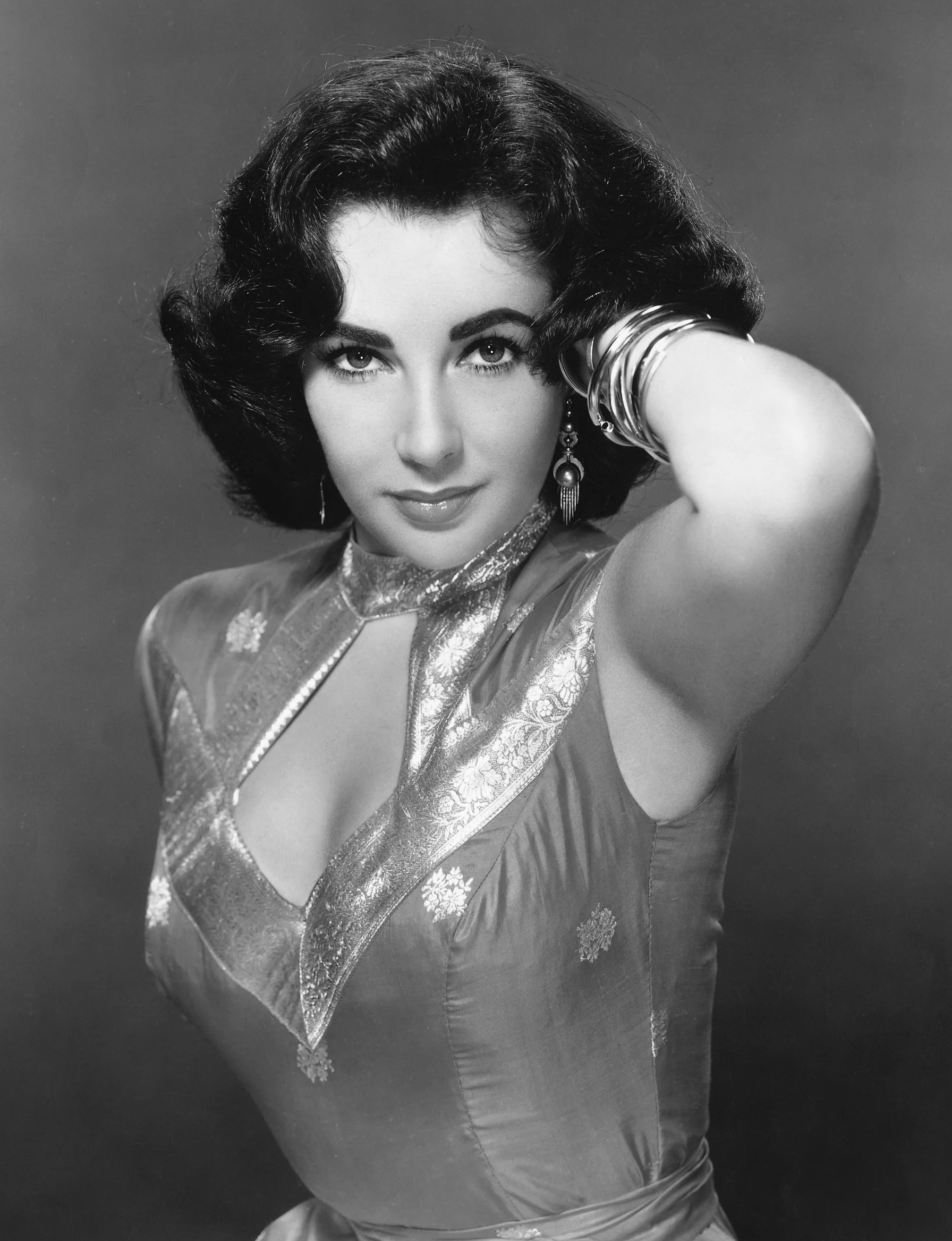
エリザベス・テイラー／3月23日没

## 1日 - 15日
- 3月1日 - クラウス・ルーメル[1]、ドイツの教育学者、上智学院元理事長、上智大学名誉教授【西洋教育史専攻】（* 1916年）
- 3月1日 - 瀬野栄次郎、日本の政治家、元公明党衆議院議員（* 1921年）
- 3月1日 - 永野光哉、日本のジャーナリスト、元熊本日日新聞社社長（* 1929年）[2]
- 3月1日 - 小野寺久幸、日本の仏師（* 1930年）[3]
- 3月1日 - 大前均、日本の俳優（* 1935年）[4]
- 3月2日 - トール・ヴィルヘルムソン、アイスランドの詩人（* 1925年）[5]
- 3月2日 - 諏訪純人、日本の銀行家、元秋田銀行頭取（* 1934年）[6]
- 3月2日 - 西垣浩司、日本の実業家、NEC特別顧問・元社長（* 1938年）[要出典]
- 3月2日 - 奥山雅久、全国引きこもりKHJ親の会初代創設全国代表（* 1944年）
- 3月3日 - 神田慶也、日本の学者、九州大学・九州産業大学元学長（* 1917年）
- 3月3日 - 東郷晴子、日本の女優（* 1920年）
- 3月3日 - 中原佑介、日本の美術評論家（* 1931年）
- 3月4日 - クリシュナ・プラサド・バッタライ、ネパールの政治家、元首相（* 1924年）
- 3月4日 - 撫尾清明、日本の言語学者（英語学）・歌人、九州龍谷短期大学名誉教授、全日本川柳協会常任幹事（* 1929年）
- 3月4日 - ミハイル・シモノフ（Михаил Петрович Симонов）、ロシアの技術者、戦闘機設計者（* 1929年）
- 3月4日 - 佐野武治、日本の照明技師、日本映画テレビ照明協会会長（* 1930年）
- 3月4日 - 大森誠、日本の声楽家（* 1943年）
- 3月4日 - 佐久間純子、日本の声優（* 1964年）
- 3月5日 - 渡辺健三、日本の銀行家、元北越銀行頭取（* 1919年）
- 3月5日 - シモン・ファンデルメール、オランダの物理学者（* 1925年）
- 3月5日 - アルベルト・グラナード、アルゼンチンの革命家、チェ・ゲバラの友人（* 1922年）[7]
- 3月5日 - 梶谷嘉一郎、日本の実業家、元マルタイ社長（* 1934年）
- 3月5日 - 宇宿允人、日本の指揮者（* 1934年）
- 3月5日 - 鈴木敏幸、日本の詩人、日本詩人クラブ会長（* 1942年）
- 3月5日 - 萬谷勝治、日本のラグビー選手、元ラグビー日本代表（* 1945年）
- 3月5日 - 日向明子、日本の女優（* 1955年）[8]
- 3月6日 - ヤーン・ポプルハール、旧チェコスロバキアのサッカー選手（* 1935年）
- 3月6日 - 徳丸完、日本の声優（* 1941年）
- 3月6日 - 尾藤公、日本の野球指導者、和歌山県立箕島高等学校野球部元監督（* 1942年）
- 3月7日 - 村野守美、日本の漫画家、イラストレーター（* 1941年）
- 3月8日 - 国枝利通、日本の野球選手（* 1920年）
- 3月8日 - 豊山鬼吉、日本の大相撲力士、政治家（* 1925年）
- 3月8日 - 谷沢永一、日本の文芸評論家、書誌学者、関西大学名誉教授（* 1929年）
- 3月8日 - サリー・マイヤーホフ（Sally Meyerhoff）、アメリカ合衆国のマラソン選手、2009年の名古屋国際女子マラソンに出場（* 1983年）
- 3月9日 - 服部安司、日本の政治家、元自由民主党衆議院議員・参議院議員、第38代郵政大臣（* 1915年）
- 3月9日 - デイヴィッド・S・ブローダー（David S. Broder）、アメリカ合衆国のコラムニスト・ジャーナリスト（* 1929年）
- 3月9日 - ジャック・ブリシャン（Jacques Brichant）、ベルギーの元テニス選手、元バスケットボール選手（* 1930年）
- 3月10日 - 竹林滋、日本の英語学者、東京外国語大学名誉教授（* 1926年）
- 3月10日 - 小川宣、日本の郷土史家、周南市回天記念館名誉館長（* 1930年）
- 3月10日 - 坂上二郎、日本のコメディアン、俳優（* 1934年）[9]
- 3月10日 - 毛利千代子、日本のラジオパーソナリティ（* 1943年）
- 3月10日 - 加藤光夫、日本の実業家、元中京テレビ放送副社長（* 1943年?）
- 3月11日 - ヒュー・マーティン（Hugh Martin）、アメリカ合衆国のミュージカル音楽・映画音楽作曲家（* 1914年）
- 3月11日（東日本大震災による犠牲者）
  - 下川原孝、日本の陸上選手、センテナリアン（* 1906年）
  - 加藤宏暉、日本の政治家、岩手県大槌町長（* 1942年、3月19日遺体発見）
  - 土井喜美夫、日本の政治家、元宮城県石巻市長（* 1943年、3月17日遺体発見）
  - 佐野正文、日本のラグビー選手、元新日鉄釜石ラグビー部副キャプテン、釜石ラグビー協会会長（* 1948年）
  - 栫裕、日本のアニメーター（* 1954年）
  - 佐藤恵利子、日本の元女子サッカー選手・女子フットサル選手（* 1979年）[10]
- 3月12日 - ジョー・モレロ（Joe Morello）、アメリカ合衆国のジャズドラマー、元デイヴ・ブルーベック・カルテット（英語版）メンバー（* 1928年）
- 3月12日 - 泉訓雄、日本の政治家、北海道石狩市議会議員、泉健太（衆議院議員）の父（* 1936年）[要出典]
- 3月13日 - 村井和一、日本の俳人、現代俳句協会副会長（* 1931年）
- 3月13日 - 野村正樹、日本の作家（* 1944年）
- 3月13日 - リック・マーティン（Rick Martin）、カナダのアイスホッケー選手（* 1951年）
- 3月14日 - エドゥアルド・グシチン（Эдуард Викторович Гущин）、ロシア（旧ソ連）の砲丸投選手、メキシコシティオリンピック銅メダリスト（* 1940年）
- 3月15日 - マーティー・マリオン、アメリカ合衆国の元プロ野球選手（* 1917年）
- 3月15日 - 瀬木慎一、日本の美術評論家（* 1931年）
- 3月15日 - 吉村益信、日本の美術家（* 1932年）
- 3月15日 - ヤコフ・クライツベルク、ロシアの指揮者（* 1959年）
- 3月15日 - ネイト・ドッグ、アメリカ合衆国のR&B歌手（* 1969年）

## 16日 - 31日
- 3月17日 - マイケル・ガフ、イギリスの俳優（* 1916年）
- 3月18日 - ウォーレン・クリストファー、アメリカ合衆国の政治家、第63代アメリカ合衆国国務長官（* 1925年）
- 3月18日 - エンツォ・カンナヴァーレ（Enzo Cannavale）、イタリアの映画俳優（* 1928年）
- 3月18日 - 稲森俊介、日本の実業家、元カルピス食品工業社長・元味の素社長（* 1930年）
- 3月18日 - ジェット・ハリス、イギリスのベーシスト、元シャドウズメンバー（* 1939年）
- 3月18日 - 森下あみい、日本のAV女優（* 1972年）
- 3月20日 - ドロシー・ヤング（Dorothy Young）、アメリカ合衆国のエンターテイナー・女優、ハリー・フーディーニの元アシスタント（* 1907年）
- 3月20日 - 高林康一、日本の官僚、元運輸事務次官（* 1920年）
- 3月20日 - 三浦公明、日本の政治家、元千葉県君津市長（* 1932年）[11][12]
- 3月20日 - 井上敦、日本の政治家、元日本共産党衆議院議員（* 1936年）
- 3月20日 - サー・オリバー・フンパーディンク、アメリカ合衆国のプロレスリング・マネージャー（* 1949年）
- 3月21日 - パイントップ・パーキンズ、アメリカ合衆国のブルース歌手（* 1913年）
- 3月21日 - 梁典雄、日本のテレビプロデューサー、元関西テレビプロデューサー（* 1937年）
- 3月21日 - 沖山秀子、日本の女優・歌手（* 1945年）
- 3月21日 - ロレッタ・ホロウェイ（Loleatta Holloway）、アメリカ合衆国のソウル歌手（* 1946年）
- 3月21日 - ニコライ・アンドリアノフ、ソビエト連邦／ロシアの体操選手、体操指導者（* 1952年）
- 3月22日 - 木村栄文、日本の映像作家、元RKB毎日放送ディレクター（* 1935年）
- 3月23日 - リチャード・リーコック、イギリス出身のアメリカ合衆国の映画監督（* 1921年）
- 3月23日 - 新村礼子、日本の女優（* 1928年）
- 3月23日 - エリザベス・テイラー、イギリス出身のアメリカ合衆国の女優（* 1932年）
- 3月23日 - レオナード・ワイングラス（Leonard Weinglass）、アメリカ合衆国の弁護士（* 1933年）
- 3月23日 - 猪木快守、日本のテノール歌手、政治活動家、アントニオ猪木の兄、元スポーツ平和党代表（* 1938年）
- 3月23日 - 鷹見明彦、日本の美術評論家（* 1955年）
- 3月24日 - ジョルジュ・ネラン、フランスのカトリック司祭（* 1920年）
- 3月24日 - 野村文英、日本の実業家（* 1934年）
- 3月24日 - ランフォード・ウィルソン（Lanford Wilson）、アメリカ合衆国の劇作家（* 1937年）
- 3月24日 - 宮城壮太郎、日本のデザイナー（* 1950年）
- 3月25日 - 柴谷篤弘[13]、日本の生物学者、評論家（* 1920年）
- 3月26日 - ポール・バラン、アメリカ合衆国の情報工学者（* 1926年）
- 3月26日 - ダイアナ・ウィン・ジョーンズ、イギリスの童話作家（* 1934年）
- 3月26日 - ジェラルディン・フェラーロ、アメリカ合衆国の政治家、元副大統領候補（* 1935年）
- 3月26日 - 加藤康三、日本の実業家、オリエンタルランド第3代会長、第4代社長（* 1928年）
- 3月26日 - 中島徹、日本の漫画家（* 1963年）
- 3月27日 - ファーリー・グレンジャー、アメリカ合衆国の俳優（* 1925年）
- 3月27日 - サー・クレメント・アリンデル、セントクリストファー・ネイビスの政治家、初代総督（* 1931年）
- 3月27日 - はぬまあん、日本の漫画家、模型文化史研究家（* 1965年）[14]
- 3月28日 - ヴェンケ・フォス、ノルウェーの女優（* 1917年）
- 3月28日 - 氏家齊一郎、日本のジャーナリスト、放送事業者、日本テレビ放送網取締役会議議長、会長（* 1926年）
- 3月28日 - 寄本勝美、日本の行政学者・環境政策学者、早稲田大学教授（* 1940年）
- 3月28日 - 千代丸健二、日本のジャーナリスト、作家、人権活動家（* 1933年）[15]
- 3月29日 - ヤコボス・カンバネリス、ギリシャの詩人・小説家（* 1922年）
- 3月29日 - ホセ・アレンカル（José Alencar）、ブラジルの政治家、元副大統領（* 1931年）
- 3月29日 - ロバート・ティアー（Robert Tear）、ウェールズのテノール歌手（* 1939年）
- 3月30日 - 佐藤忠良、日本の彫刻家（* 1912年）
- 3月30日 - 佐賀光健吾、元大相撲力士、若者頭（*1934年）
- 3月30日 - リュドミラ・グルチェンコ、ロシアの女優（* 1935年）[16]
- 3月30日 - 野間佐和子、日本の実業家、講談社社長（* 1943年）
- 3月31日 - いいだもも、日本の作家、評論家（* 1926年）
- 3月31日 - 藤田スミ、日本の政治家、元日本共産党衆議院議員、元大阪府議会議員（* 1933年）
- 3月31日 - クラウディア・ハイル、オーストリアの柔道家、2004年アテネオリンピック銀メダリスト（* 1982年）